# Olsza II
Olsza II – osiedle w Krakowie, w Dzielnicy III Prądnik Czerwony, niestanowiące jednostki pomocniczej niższego rzędu w ramach dzielnicy.

## Położenie
Osiedle Olsza II położone jest około 3 km na północny wschód od centrum Krakowa. Otaczają je:
- od zachodu – al. 29 Listopada
- od południa – os. Olsza i linia kolejowa nr 100 (tzw. mała obwodnica kolejowa)
- od wschodu – Rakowice, os. Akacjowa i ul. Pilotów, ul. Młyńska
- od północy – os. Prądnik Czerwony i ul. Lublańska

## Historia i infrastruktura
Osiedle Olsza II powstało w latach 60. XX wieku na obszarze dawnych miejscowości Olsza, Prądnik Czerwony i Rakowice. Tereny te zostały przyłączone do Krakowa w 1910 roku – zachodnia część osiedla, na prawym brzegu Białuchy, jako ówczesna XVIII dzielnica Katastralna Warszawskie i w 1941 roku – dzielnice katastralne XLI Prądnik Czerwony, XLII Olsza i XLIII Rakowice. Osiedle w założeniu było projektowane dla dużej, jak na dotychczasowe standardy tej części Krakowa, liczby mieszkańców. Świadczy o tym przeważająca zabudowa wielopiętrowych bloków, głównie czteropiętrowych, uzupełnionych kilkoma dziesięciopiętrowymi punktowcami. Charakterystycznym elementem architektonicznym osiedla jest pawilon handlowy „Meteor”. Wnętrza osiedla, pomiędzy blokami, charakteryzują się znaczną ilością terenów zielonych. W środkowej części Olszy II, pomiędzy ulicami Gdańską, Brogi i Wieniawskiego, przeważa zabudowa jednorodzinna, będąca częściowo pozostałością po dawnej, podmiejskiej zabudowie tego obszaru, sprzed okresu intensywnej urbanizacji.
Na osiedlu znajdują się 42 budynki mieszkalne położone na 40 hektarach powierzchni.

## Galeria

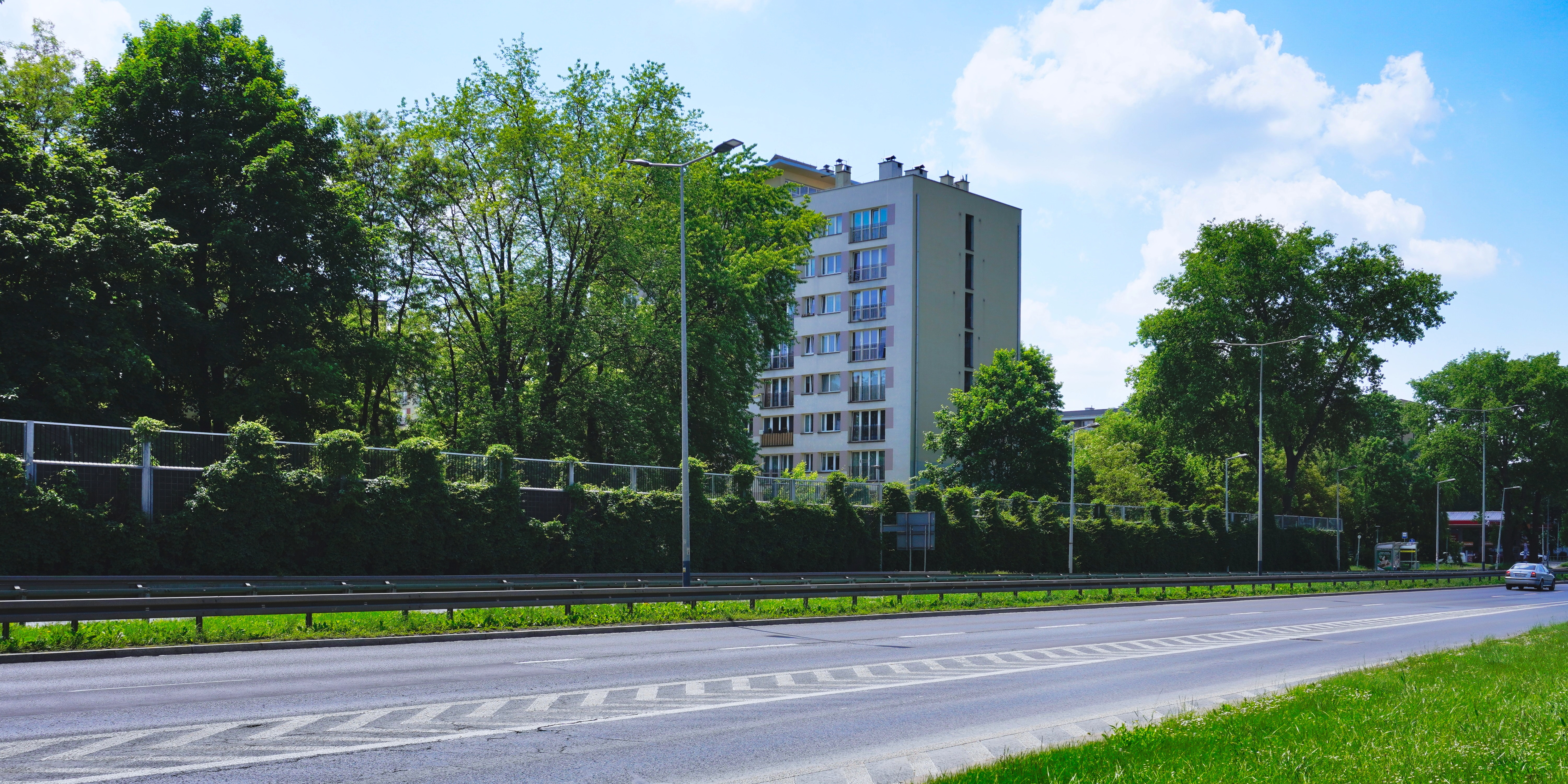
Widok osiedla od północy, od ul. Lublańskiej, blok przy ul. Lublańskiej 20
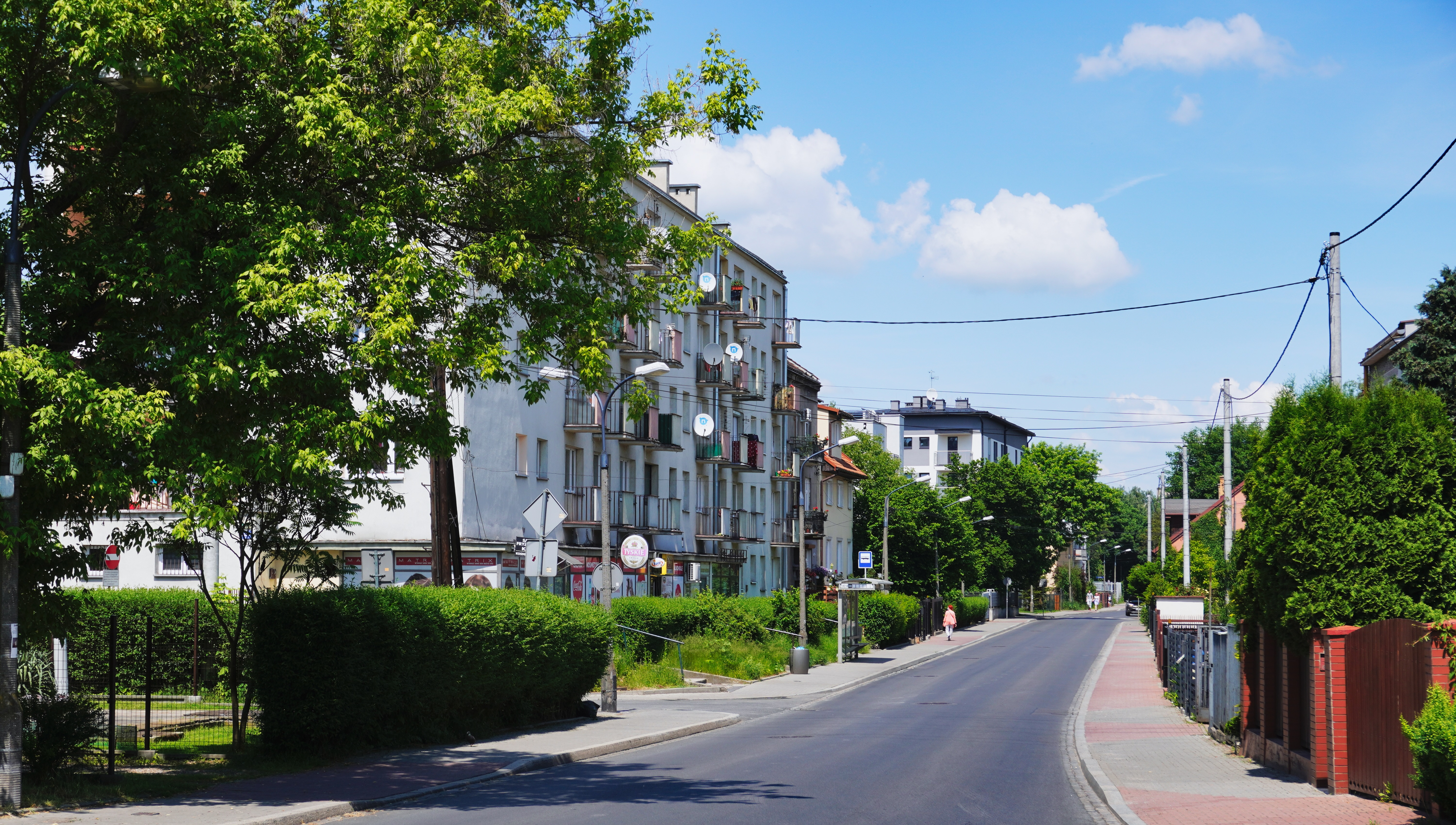
Ulica Brogi
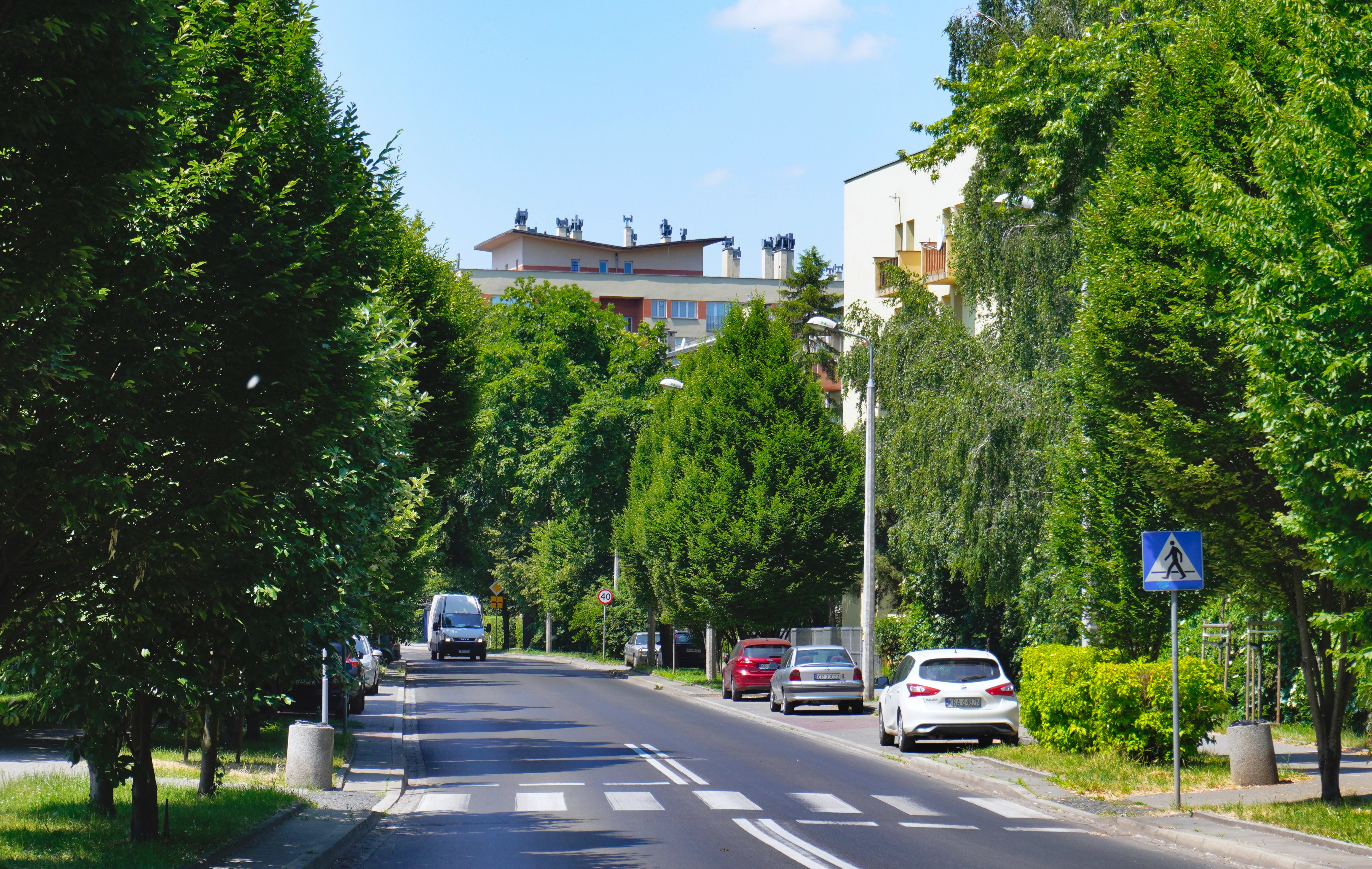
Ulica Macieja Miechowity
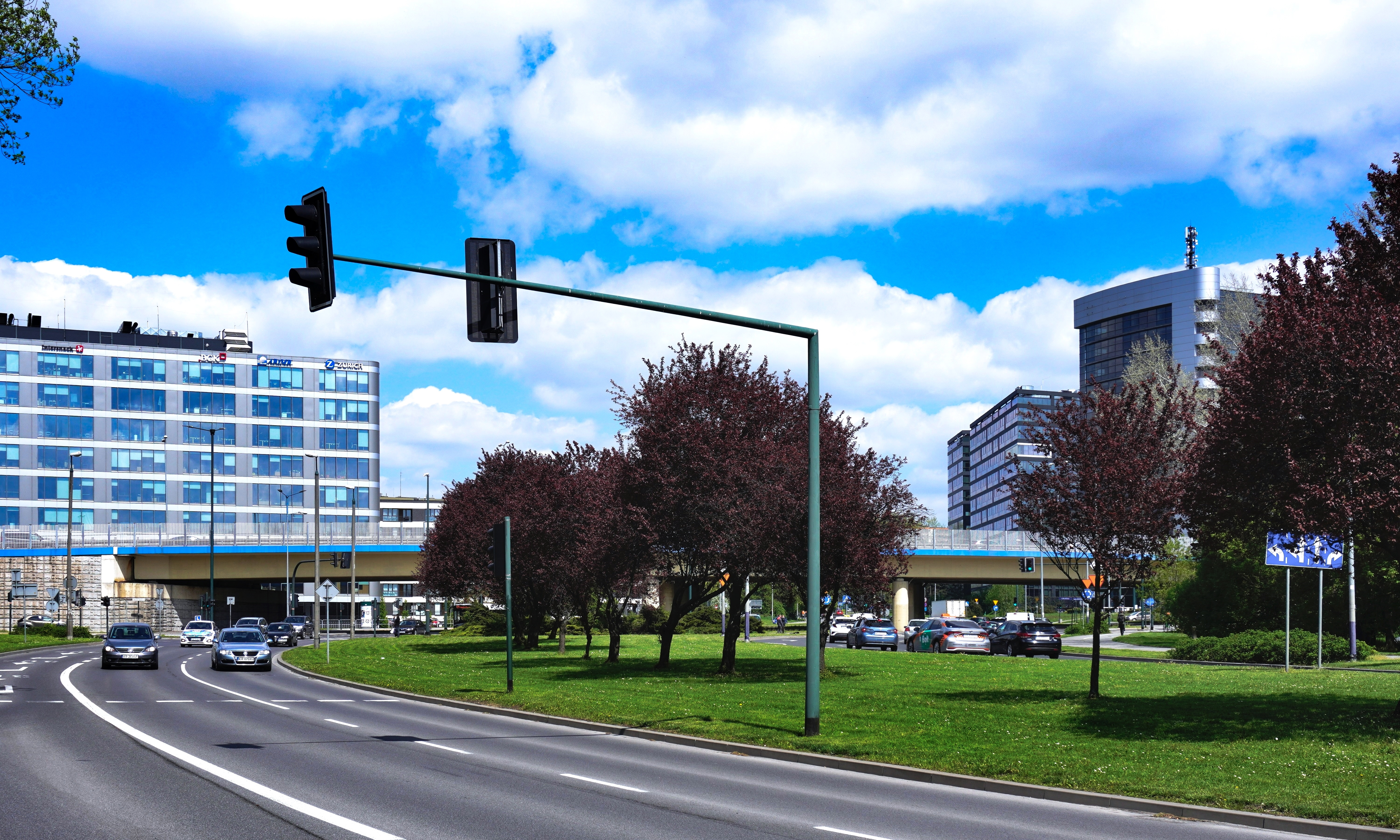
Ulica Młyńska
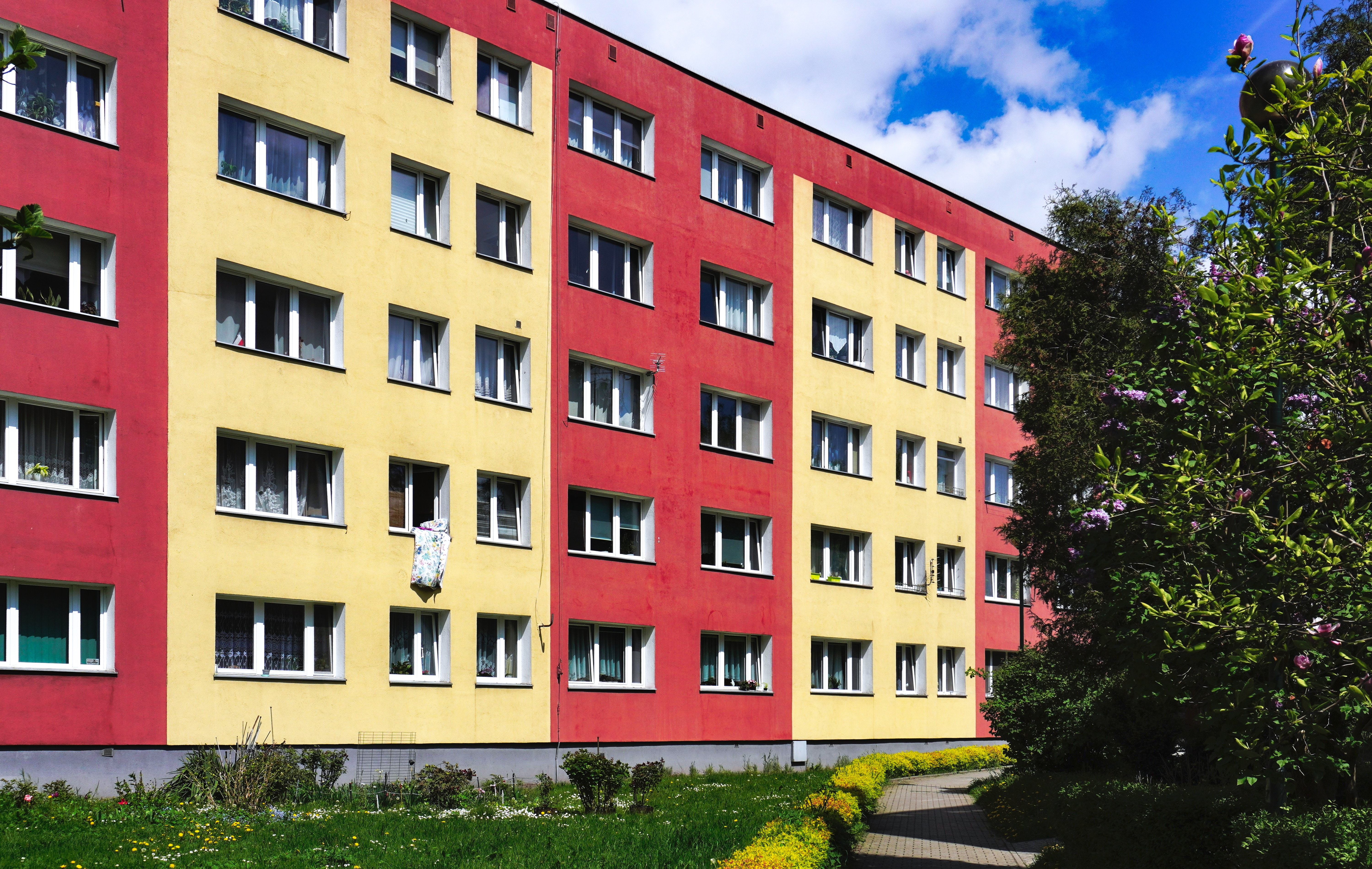
Wnętrze osiedla, blok przy ul. Macieja Miechowity 10
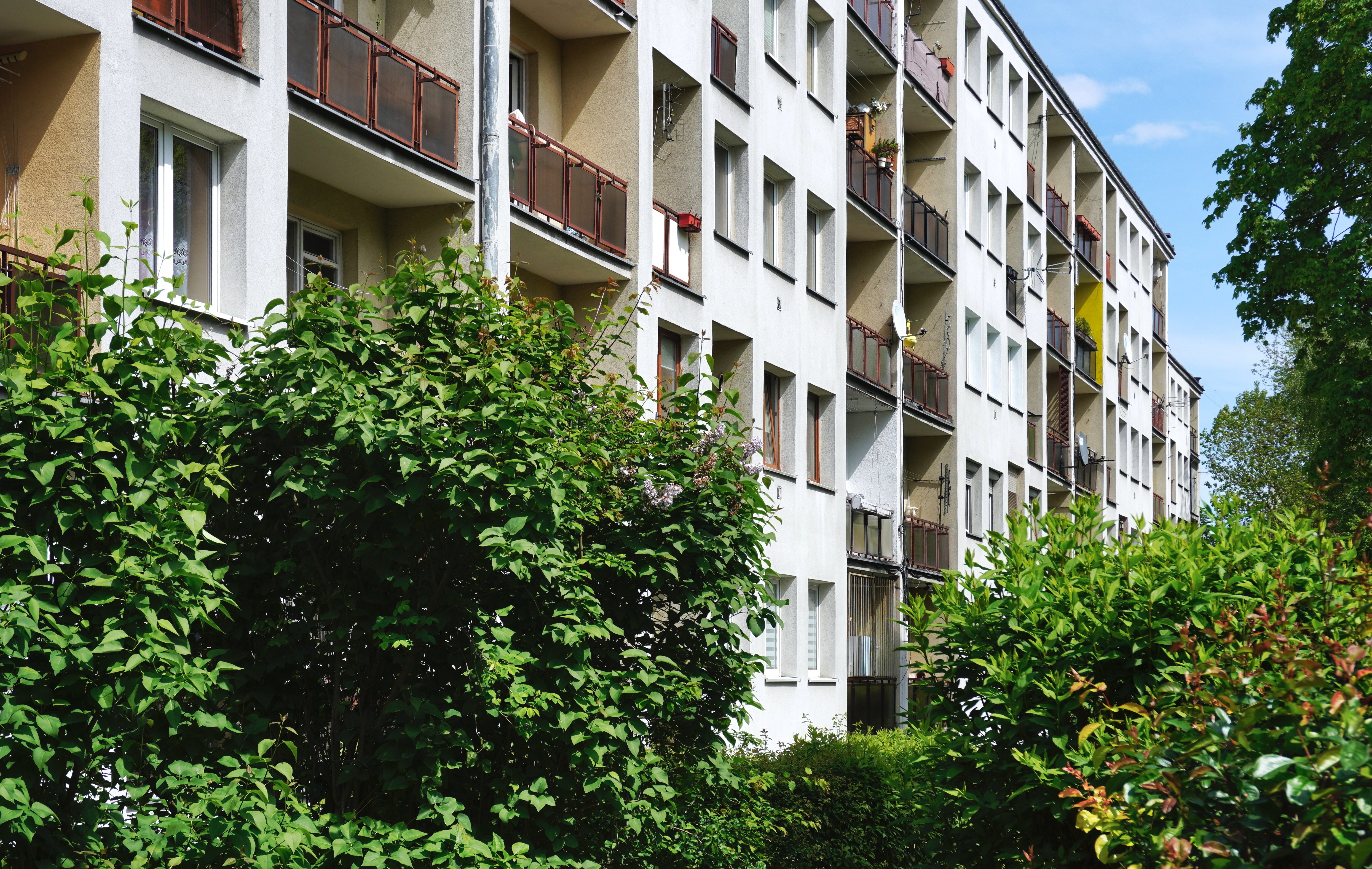
Wnętrze osiedla, blok przy ul. Lublańskiej 16